# Volans
Volans o el Pez Volador es una constelación que sólo se puede ver, prácticamente, desde lugares localizados en el hemisferio sur terrestre (a excepción de algunos lugares en el hemisferio norte, próximos al ecuador). Esta fue una de las creaciones de los navegantes neerlandeses Pieter Dirkszoon Keyser y Frederick de Houtman entre los años 1595 y 1597. Apareció por primera vez en los mapas estelares preparados por el astrónomo alemán Johann Bayer publicados en Uranometria (1603). Representa a uno de los peces voladores.

## Características destacables

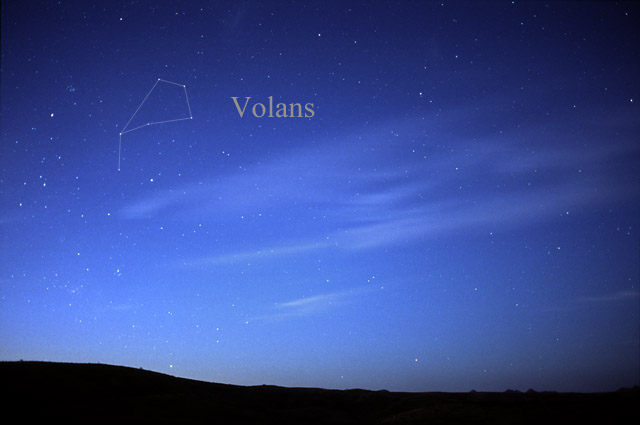
Constelación de Volans, el pez volador

Volans es una constelación a cuya estrella más brillante no se le asignó la primera letra del abecedario griego. Esta es β Volantis, de magnitud aparente 3,77, una gigante naranja de tipo espectral K2III con una temperatura superficial de 4546 K que se encuentra a 108 años luz del sistema solar.
Le sigue en brillo γ Volantis, una binaria cuyas componentes están separadas visualmente 14,1 segundos de arco. La más brillante de las dos, γ2 Volantis, es una gigante muy parecida a β Volantis, con una temperatura de 4892 K y un radio 10,2 veces más grande que el radio solar; su acompañante es una estrella de la secuencia principal de tipo F2V.
ζ Volantis es también una gigante de tipo G9IIIb, 4825 K de temperatura y 10,3 veces más grande que el Sol.
δ Volantis es una gigante luminosa de tipo espectral F8Ib/II y 5637 K de temperatura cuya metalicidad es algo mayor que la del Sol.
α Volantis, con magnitud 4,00, es tan sólo la quinta estrella más brillante de Volans; de tipo espectral A, muestra un espectro peculiar, entrando dentro del grupo de las estrellas Am. Es también una binaria con un período orbital de 0,652 años.
Entre las variables de la constelación se encuentra UY Volantis, descubierta en 1985 por el satélite EXOSAT que reveló estallidos termonucleares y de rayos X. Es un sistema binario formado por una estrella de neutrones y una compañera estelar. Esta última, asumiendo que está en la secuencia principal, puede tener una masa entre 0,11 y 0,45 masas solares.
GJ 3483 es un sistema binario compuesto por una enana blanca y una enana marrón cuya temperatura, entre 325 y 350 K, la convierte en una de las enanas marrones más frías que se conocen. La separación entre ambos objetos es de, al menos, 2500 ua.
En cuanto a los objetos del espacio profundo, en Volans se localiza NGC 2397, una galaxia espiral floculenta distante 65 millones de años luz.
Asimismo, AM 0644-741 es una distante galaxia lenticular y anular situada a unos 300 millones de años luz. Su morfología es el resultado de una colisión con otra galaxia en el pasado: consta de un núcleo amarillento —que fue una vez el centro de una galaxia espiral normal—, y un anillo a su alrededor, formado después de la colisión.

## Estrellas principales
| Nombre               | Mag.  | α (J2000.0)    | δ (J2000.0)    | Distancia años luz | Comentarios |
| -------------------- | ----- | -------------- | -------------- | ------------------ | --- |
| Beta (β) Volantis    | 3,77  | 08h 25m 44,2s  | −66° 08' 12"   | 108                | - gigante naranja |
| Gamma (γ) Volantis   | 3,78  | 07h 08m 44,9s  | −70° 29' 56"   | 142                | - estrella binaria; componentes γ² (mag. 3,78) y γ¹ (mag. 5,68) Volantis                                                               |
| Zeta (ζ) Volantis    | 3,93  | 07h 41m 49,2s  | −72° 36' 22"   | 134                | - estrella binaria; componentes ζ Volantis A (mag. 3,93) y ζ Volantis B (10.ª)                                                         |
| Delta (δ) Volantis   | 3,97  | 07h 16m 49,8s  | −67° 57' 26"   | 738                | - Gigante luminosa |
| Alfa (α) Volantis    | 4,00  | 09h 02m 26,8s  | −66° 23' 46"   | 124                | - Estrella con líneas metálicas (Am)                                                                                                   |
| Epsilon (ε) Volantis | 4,35  | 08h 07m 55,8s  | −68° 37' 02"   | 642                | - estrella múltiple; componentes ε Volantis A (mag. 4,35), ε Volantis B (mag. 8,1) - ε Vol A es, a su vez, una binaria espectroscópica |
| Kappa Volantis       | 5,33  | 08h 19m 49,0s  | −71° 30' 54"   | 393                | - sistema triple: k¹ Volantis (mag. 5,33), κ² Volantis (mag. 5,63), κ Volantis C (mag. 8,5)                                            |
| HD 76700             | 8,13  | 08h 53m 55,52s | -66° 48' 3,6"  | 195                | - tiene un planeta (un gigante gaseoso ¹/5 la masa de Júpiter); descubierto en 2002                                                    |
| GJ 3483              | 13,70 | 08h 06m 53,74s | -66° 18' 16,7" | 62,5               | - sistema binario compuesto por una enana blanca y una enana marrón                                                                    |
| Gliese 293           | 14,09 | 07h 53m 08,38s | -67° 47' 32,2" | 25,7               | - enana blanca cercana |
| WD 0821-669          | 15,34 | 08h 21m 26,71s | -67° 03' 20,1" | 34,8               | - enana blanca antigua |
| UY Volantis          | 16,9  | 07h 48m 33,3s  | -67° 45' 00,0" | ≈19.500            | - binaria de rayos X de baja masa |

Mag. = Magnitud aparente | α = ascensión recta | δ = declinación
Fuente: The Bright Star Catalogue, 5ta ed. revisada., Catálogo Hipparcos, ESA SP-1200

## Objetos de cielo profundo

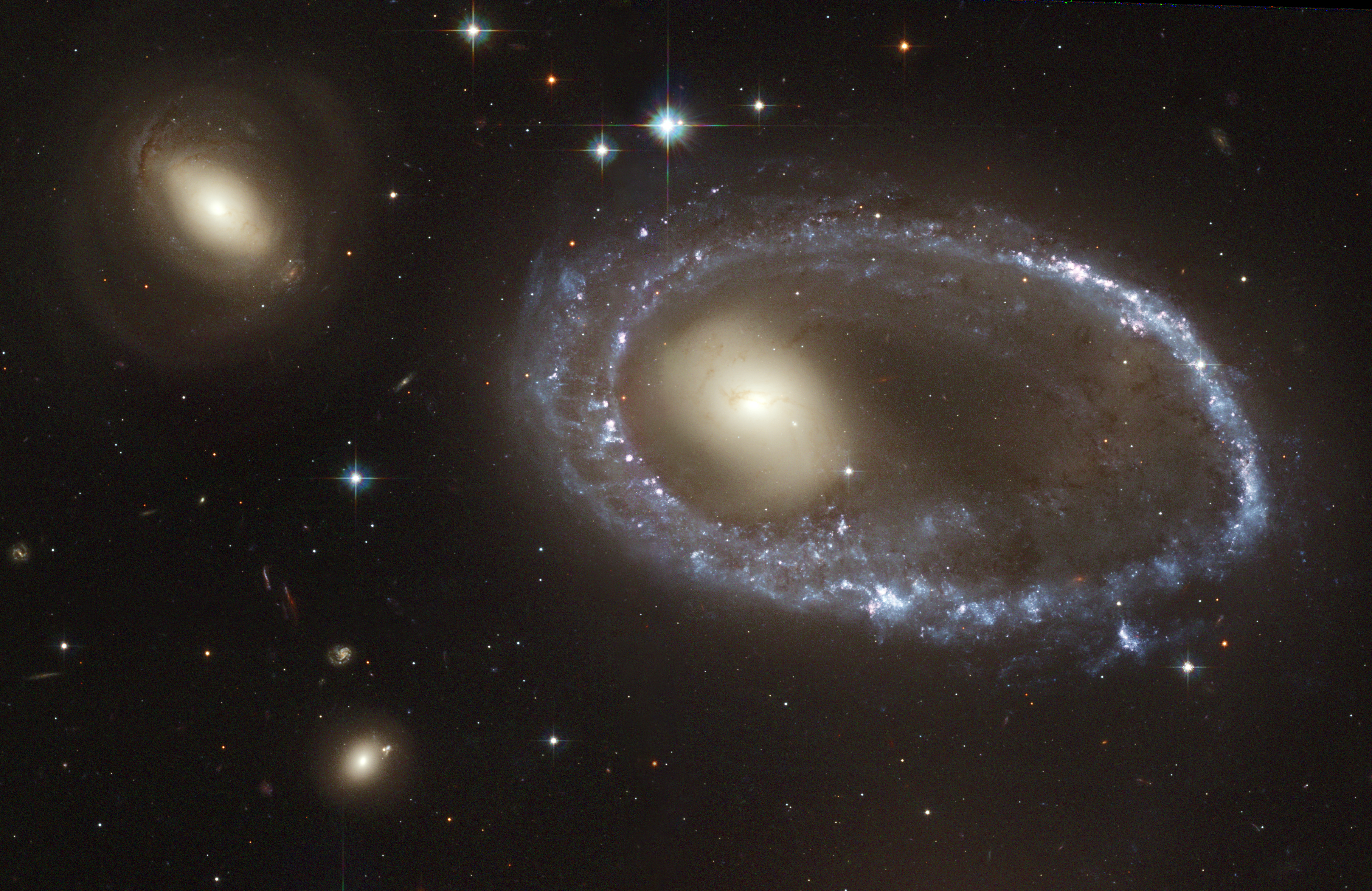
La galaxia anular AM 0644-741

- AM 0644-741, galaxia atípica conocida también como anillo de Lindsay-Sharpley.
- NGC 2397, galaxia espiral de magnitud 12,68.
- NGC 2442, también galaxia espiral de magnitud 11,2.

## Mitología
Volans es una constelación moderna, siendo propuesta a finales del siglo XVI. Por tal motivo, no tiene elementos mitológicos asociados a ella.